# كارسون موريسون
كارسون موريسون هو مهندس كندي، ولد في 23 أغسطس 1902 في ساسكاتشوان في كندا، وتوفي في 18 أغسطس 1993.